# Per Persson (arkitekt)
Harald Per Persson, född 25 december 1913 i Stöde församling, Västernorrlands län, död 21 maj 1977 på Lidingö, var en svensk arkitekt. Han var från 1949 gift med Marjatta Rankka-Persson (senare Brummer) och far till Patrik Brummer (Brummer & Partners).

## Liv och verk
Persson fick sin utbildning till arkitekt vid Kungliga Tekniska högskolan i Stockholm med examen 1937 och därefter följde studier vid Kungliga Konsthögskolan. Åren 1939 till 1943 var han anställd hos arkitekt Paul Hedqvist och från 1944 hade han egen verksamhet, tillsammans med makan i AB Per Persson – Marjatta Rankka från 1956.
Bland Perssons arbeten märks byggnader för Göta livgarde i Enköping (1944-1945), Enskede gymnasium i Stockholm (1948–1950) tillsammans med Tore Axén och Enskedehallen i Årsta, Stockholm (1958-1967). I kvarteret Täppan på Södermalm ritade han ett större bostadshus för HSB (1958–1964).
I fråga om Enskede gymnasium (numera Värmdö gymnasium) fick Axén och Persson uppdraget efter en arkitekttävling 1946. Arkitekturen har 1930-talets funktionalistiska lätthet. Enskedehallen, som ligger i direkt anslutning till Enskede gymnasium, gestaltades i sen 1950-talsstil med stora glaspartier och brunbetsade trädetaljer. Ursprungligen fanns fasadmaterial av asbestcementskivor och glaserad klinker.

## Bilder

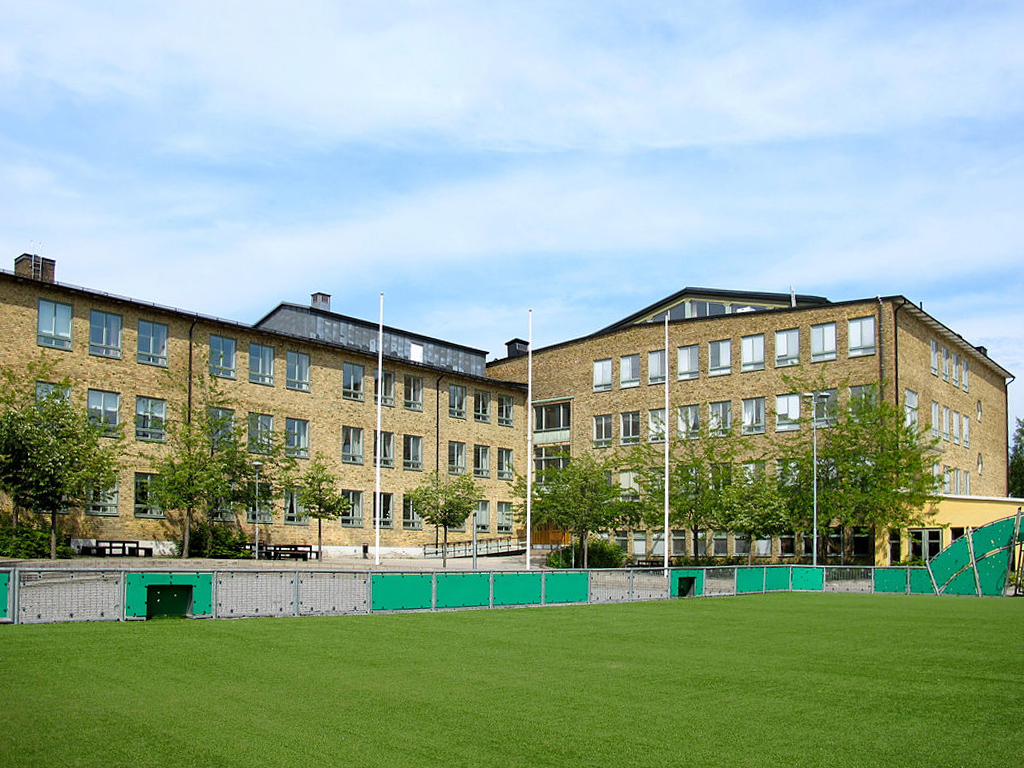
Aspuddens skola, juni 2014
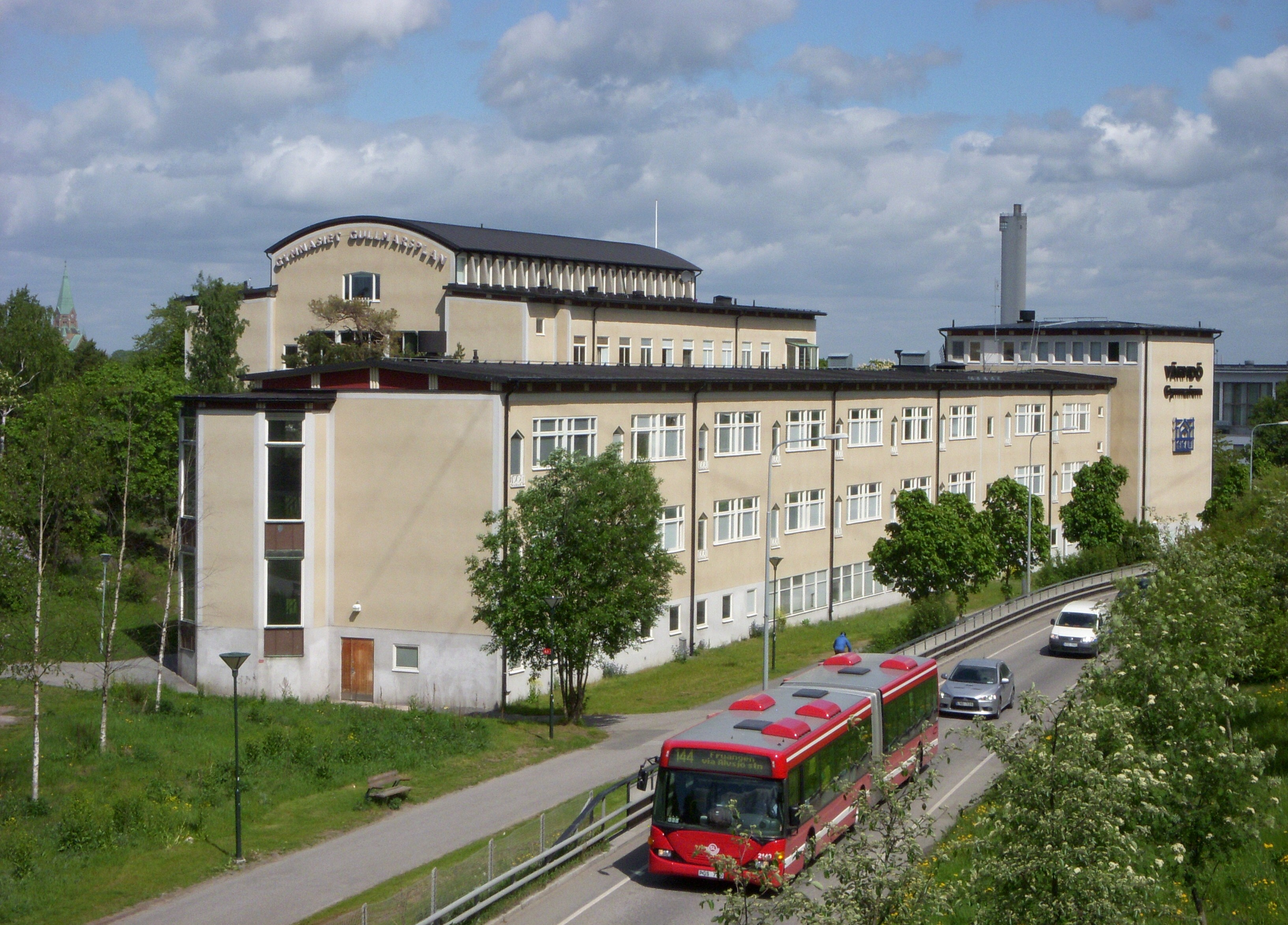
Enskede gymnasium, maj 2011.
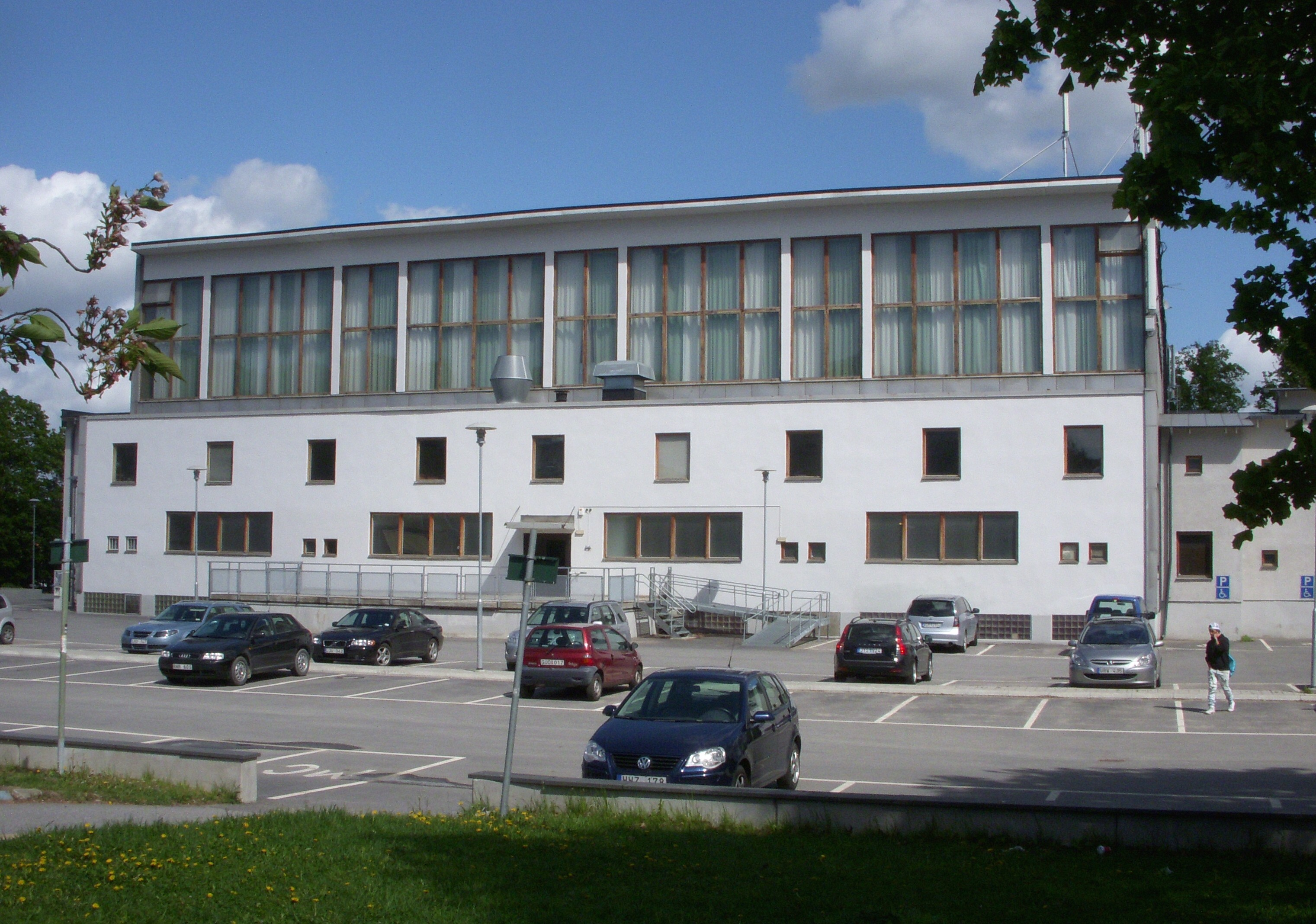
Enskedehallen, maj 2011.